# Kevin Van Hentenryck
Kevin Van Hentenryck (Michigan, 28 maggio 1953) è un attore e artista statunitense, noto per aver interpretato il ruolo di Duane Bradley nella saga horror di Basket Case e per essere apparso in alcuni film splatter. Attualmente Van Hentenryck è uno scultore autodidatta.

## Filmografia

### Cinema
- Slash of the Knife, regia di Frank Henenlotter - cortometraggio (1972)
- Basket Case, regia di Frank Henenlotter (1982)

- Brain Damage - La maledizione di Elmer (Brain Damage), regia di Frank Henenlotter (1988)
- Basket Case 2 , regia di Frank Henenlotter (1990)
- Basket Case 3: The Progeny , regia di Frank Henenlotter (1991)
- The Catskill Chainsaw Redemption, regia di J.R. Havlan e Matt Unger - cortometraggio (2004)
- The Absence of Light, regia di Patrick Desmond (2006)
- Rapturious, regia di Kamal Ahmed (2007)
- Dry Bones, regia di Gregory Lamberson e Michael O'Hear (2013)
- Conclusion, regia di Vanessa Romanelli - cortometraggio (2013)
- Catch of the Day, regia di James Balsamo (2014)

### Televisione
- JJ Villard's Fairy Tales - serie TV, episodio 1x03 (2020) - voce